# Мышкино (Кимрский район)
Мышкино — деревня в Кимрском районе Тверской области. Входит в состав Ильинского сельского поселения.

## География
Находится в юго-восточной части Тверской области на расстоянии приблизительно 14 км на запад-северо-запад по прямой от районного центра города Кимры в левобережной части района.

## История
Известна была с 1645 года как владение московского Архангельского собора. В 1781 году здесь 30 дворов, в 1806 — 10. В 1859 году здесь (деревня Корчевского уезда Тверской губернии) было учтено 12 дворов, в 1887 — 10. Ныне имеет дачный характер.

## Население
Численность населения: 122 человека (1781 год), 83 (1806), 92 (1859 год), 56 (1887), 0 как в 2002 году, так и в 2010.